# Robert Klein

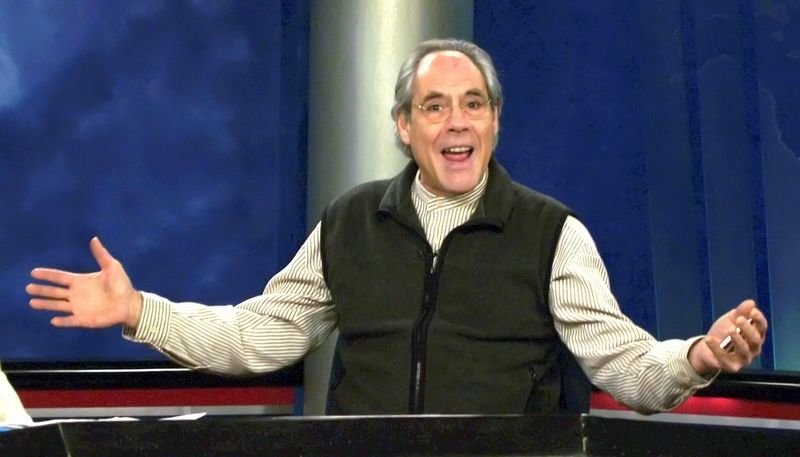
Robert Klein in 2007

Robert Klein (New York, 8 februari 1942) is een Amerikaans acteur, filmproducent, scenarioschrijver, zanger en stand-upcomedian.

## Biografie
Klein heeft de high school doorlopen aan de DeWitt Clinton High School in New York, en hierna heeft hij gestudeerd aan de Alfred Universiteit in Alfred (New York) waar hij een Bachelor of arts in geschiedenis en politicologie heeft gehaald. Eerst wilde hij geneeskunde studeren, maar kwam daarop terug. Na zijn slagen ging hij naar Yale Drama School om het acteren te leren. In zijn tijd op Yale deed hij auditie in The Second City in Chicago, een club voor stand-upcomedy, en werd gevraagd voor een optreden dat een succes werd. Hierna heeft hij nog meerdere shows gegeven in clubs en theaters. 
Klein begon met acteren in het theater, hij maakte in 1966 zijn debuut op Broadway in de musical The Apple Tree. Hierna heeft hij nog meerdere rollen gespeeld op Broadway. Hij is eenmaal genomineerd geweest voor een Tony Award, in 1979 met de musical They're Playing Our Song. 
Klein is ook actief als zanger en hij heeft in zijn carrière diverse muziekalbums uitgegeven. Op zijn albums laat hij muziekteksten horen geïnspireerd op ervaringen in zijn jeugd. Enkele albums zijn Child of the Fifties (1972), Mind Over Matter (1974) en Let's Not Make Love (1990).
Klein begon in 1970 met acteren voor televisie in de film The Landlord. Hierna kreeg hij rollen in films en televisieseries zoals Mixed Nuts (1994), Sisters (1993-1996), One Fine Day (1996), Two Weeks Notice (2002), The Stones (2004), Reign Over Me (2007) en Law & Order: Special Victims Unit (2009-2012).
Klein is van 1973 tot en met 1989 getrouwd geweest en heeft hieruit een zoon.

## Filmografie

### Films
Selectie:
- 2014 Sharknado 2: The Second One - als de burgemeester
- 2007 Reign Over Me – als Jonathan Timpleman
- 2003 How to Lose a Guy in 10 Days – als Phillip Warren
- 2002 Two Weeks Notice – als Larry Kelson
- 1998 Primary Colors – als Norman Asher
- 1996 One Fine Day – als Dr. Martin
- 1994 Mixed Nuts – als Mr. Lobel
- 1972 Rivals – als Peter
- 1970 The Owl and the Pussycat – als Barney
- 1970 The Landlord – als Peter Coots

### Televisieseries
Uitgezonderd eenmalige gastrollen.
- 2018 - 2019 Will & Grace - als Martin Adler - 4 afl.
- 2014 - 2016 The Mysteries of Laura - als Leo Diamond - 5 afl.
- 2013 - 2014 The Good Wife - als Lyle Pollard - 2 afl.
- 2009 – 2012 Law & Order: Special Victims Unit – als Dwight Stannich – 4 afl.
- 2008 – 2010 Heartland – als Dwayne Trent – 2 afl.
- 2004 The Stones – als Sta Stone – 6 afl.
- 1997 Duckman: Private Dick/Family Man – als geest van oom Mo Dorkin / oom Mo Dorkin (animatieserie)
- 1993 – 1996 Sisters – als Albert Barker – 25 afl.

### Filmproducent
- 2010 Robert Klein: Unfair and Unbalanced - film
- 2005 Robert Klein: The Amorous Busboy of Decatur Avenue – film
- 2000 Robert Klein: Child in His 50’s – film
- 1995 It All Started Here – film
- 1986 Robert Klein on Broadway – film
- 1984 Robert Klein: Child of the 50’s, Man of the 80’s – film

### Scenarioschrijver
- 2010 Robert Klein: Unfair and Unbalanced - film
- 2005 Robert Klein: The Amorous Busboy of Decatur Avenue – film
- 2000 Robert Klein: Child in His 50’s – film
- 1995 It All Started Here – film
- 1990 Mike Mulligan and His Steam Shovel – film
- 1988 An All-Star Toast to the Improv - film
- 1986 Robert Klein on Broadway – film
- 1984 Robert Klein: Child of the 50’s, Man of the 80’s – film
- 1982 On Location: Robert Klein at Yale – film
- 1981 The Robert Klein Show – film
- 1977 Klein Time – film
- 1977 On Location: Robert Klein Revisited – film
- 1975 An Evening with Robert Klein – film

## Theaterwerk opBroadway
- 1993 – 1994 The Sisters Rosenweig – als Mervyn Kant
- 1988 An Evening with Robert Klein – als zichzelf
- 1986 Robert Klein on Broadway – als zichzelf
- 1985 – 1986 The Robert Klein Show! – als zichzelf
- 1979 – 1981 They're Playing Our Song – als Vernon Gersch
- 1968 – 1969 Morning, Noon and Night – als Junior / Asher / Cock Certain
- 1968 Leonard Sillman's New Faces of 1968 – als zichzelf
- 1966 – 1967 The Apple Tree – als beveiliger / M. Fallible

- Biblioteca Nacional de España: XX1514470
- Bibliothèque nationale de France: cb14040809v (data)
- Gemeinsame Normdatei: 1013836081
- International Standard Name Identifier: 0000 0001 2126 1726
- Library of Congress Control Number: n82063178
- Nationale Bibliotheek van Letland: 000272508
- MusicBrainz: 8e53ef77-0e0b-41e3-bbd9-cea5b9b86ebc
- Nationale Bibliotheek van Tsjechië: xx0208606
- Nationale Bibliotheek van Israël: 987007448613305171
- Système universitaire de documentation: 178387789
- Virtual International Authority File: 29733516
- WorldCat: E39PBJjtdKFXKJg6wJRGjmKyBP